# Шубертс, Паулс
Паулс Шубертс (латыш. Pauls Šuberts, в России Павел Христофорович Шуберт; 20 марта 1884, Грюнхоф, Курляндская губерния, ныне Залениеки, Латвия — 10 ноября 1945, Киевская область) — латвийский пианист, композитор и музыкальный педагог.
Сын школьного учителя и органиста. Окончил Митавскую гимназию и поступил на юридический факультет Санкт-Петербургского университета, однако в итоге окончил Санкт-Петербургскую консерваторию (1911) по классу фортепиано Анны Есиповой; учился вместе с Сергеем Прокофьевым. До Первой мировой войны работал в Петербурге как пианист-концертмейстер.
С 1918 года в Латвии. В 1919—1944 гг. преподавал в Латвийской консерватории, много лет заведовал кафедрой фортепиано, в 1926—1934 гг. проректор. Среди его учеников Янис Кепитис и Вилма Цируле. Концертировал как солист в Литве, Эстонии, Финляндии и других странах. Выступал также как ансамблист, 20 апреля 1931 года принял участие в премьере фортепианного трио Яниса Медыньша (с Адольфом Мецем и Альфредом Озолиньшем).
Автор ряда небольших вокальных и фортепианных пьес.
Командор Ордена Трёх звёзд III степени (1928).
В конце Второй мировой войны бежал вместе с семьёй в Германию и оказался в Гёрлице, где попал в советскую зону оккупации и был отправлен обратно в Латвию. Умер по дороге в поезде.